# Pozsonyi Nemzetközi Szabad Művészeti Iskola
A Pozsonyi Nemzetközi Szabad Művészeti Iskola (szlovákul: Bratislavská medzinárodná škola liberálnych štúdií) magán főiskola Pozsonyban, Szlovákiában, amely a szabad tudományok és művészetek oktatásának elvére épül és angol nyelven kínál képzést. Az iskola 2006-ban nyílt meg, ez volt az első ilyen típusú felsőoktatási intézmény Közép-Európában. Az iskola rektora Samual Abrahám, 2015 szeptemberétől Iveta Radičová volt miniszterelnök is itt tanít.